# Менар, Рене
Эмиль Рене Менар (фр. Émile-René Ménard; 15 апреля 1862[…], V округ Парижа — 13 января 1930[…], XIV округ Парижа или Париж) — французский живописец-символист. Парижский учитель русского художника Бориса Кустодиева.

## Биография
Рене Менар родился в 1862 году в Париже в образованной и обеспеченной семье секретаря Высшей школы декоративных искусств Парижа художника Рене Жозефа Менара. Племенник химика, поэта и философа Луи Николя Менара, автора произведений, посвящённых Античной Греции.
В 1880 году Рене Менар поступил в Академию Жюлиана, где его учителями стали Поль Бодри, Вильям Бугро и Анри Леман. В 1897 году получил должность профессора живописи в Академии Гранд-Шомьер. В том же году в парижской мастерской Менара учился 26-летний Борис Кустодиев.
Менар активно участвовал в выставочной жизни как Парижа, так и других европейских культурных центров: он, в частности, выставлял свои работы в Мюнхене, в салоне Сецессиона, и в Брюсселе, в 1897 году на выставке общества Свободной эстетики. Входил в группу художников «Чёрная банда».
Офицер ордена Почётного легиона (1910).
К началу 1920-х годов Менар был одним из самых именитых художников Франции. В 1921 году он выставлял свои произведения вместе с Анри Мартеном и Эдмоном Аман-Жаном. В тот же период картины Менара совершили выставочное турне по Соединённым Штатам, где были представлены публике в галереях Нью-Йорка и Бостона.
Менар получал многочисленные заказы от правительства Франции: в частности, он выполнил ряд работ для Сорбонны, Института Химии (фреска «Атомы») и для офиса государственного Фонда депозитов в Марселе.
В 1924 году Менар был членом жюри художественного конкурса в рамках Летних Олимпийских игр в Париже.
В художественном отношении Менар находился под влиянием творчества Пюви де Шаванна. Его живописная манера, нарочито рассеянная и мечтательная, может быть отнесена как к неоклассицизму, так и к символизму, в зависимости от трактовки этих понятий. Критик Виктор Сулье писал о работах Менара, что они подобны «рассветным и сумеречным видениям». В своём творчестве Менар нередко обращался к античным мотивам, которые переосмысливал на свой лад.
Эмиль Рене Менар скончался в Париже в 1930 году и был похоронен на кладбище Монпарнас (10-й дивизион).

## Галерея

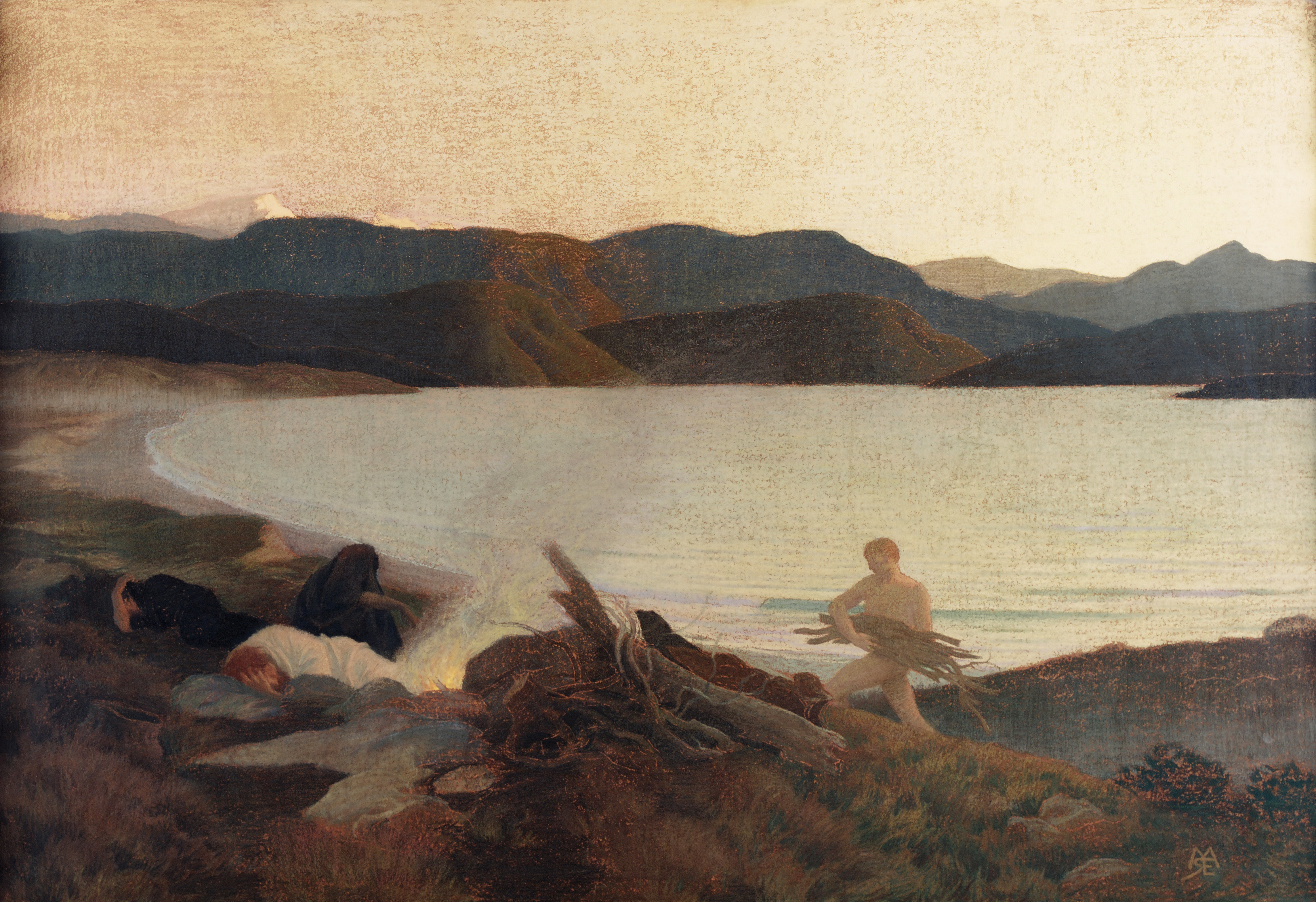
Странники
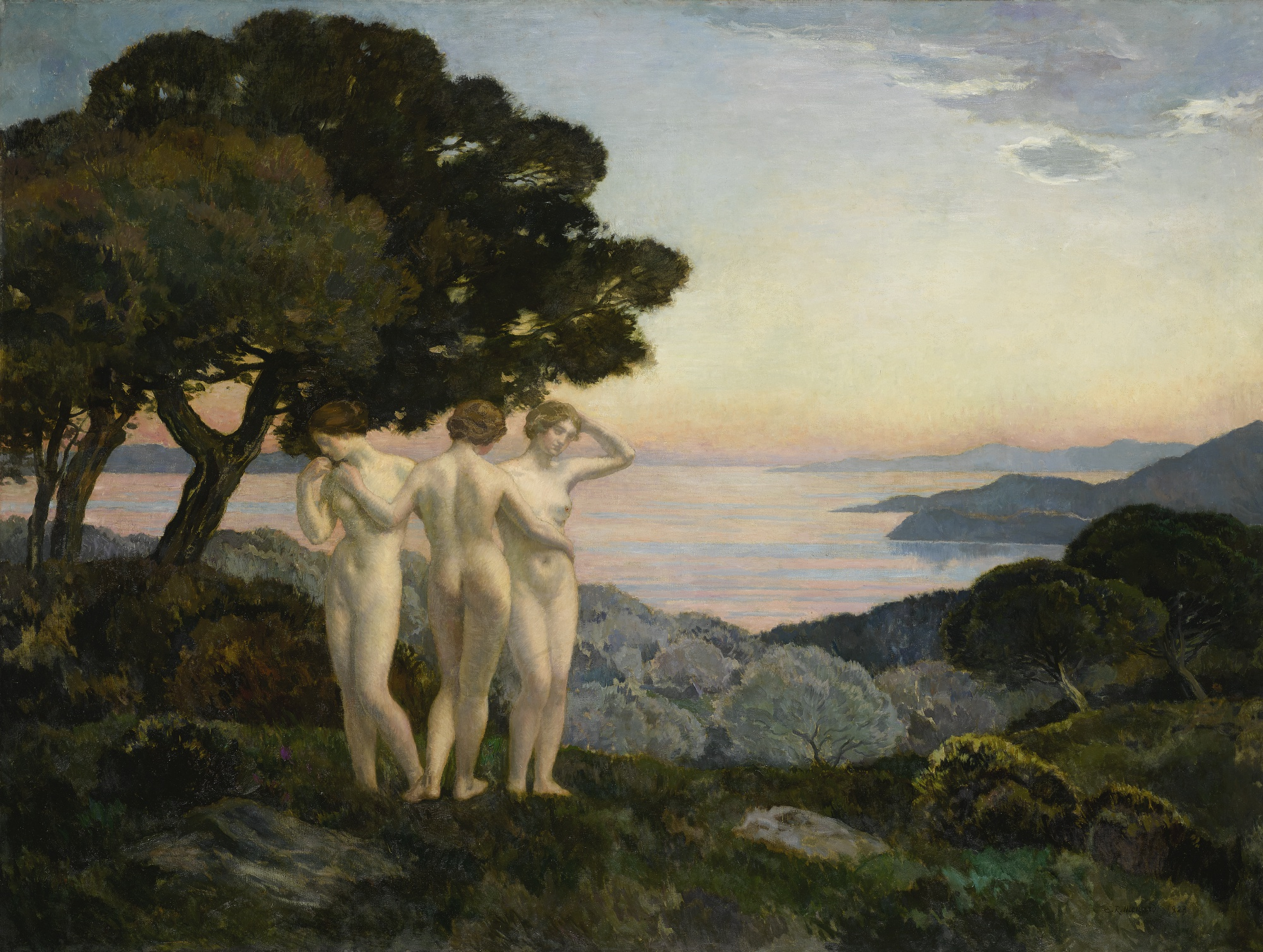
Три Грации
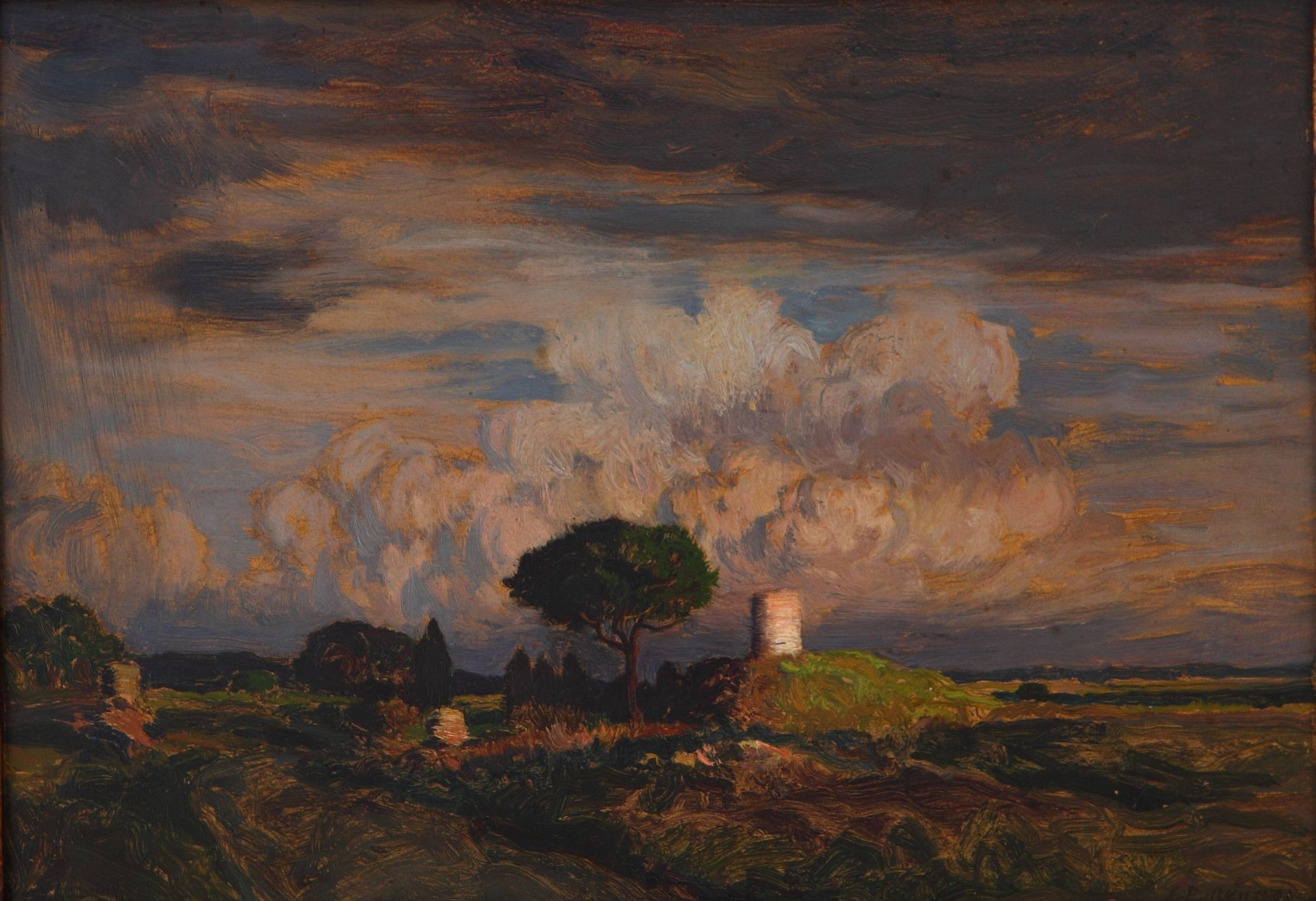
Апеннины
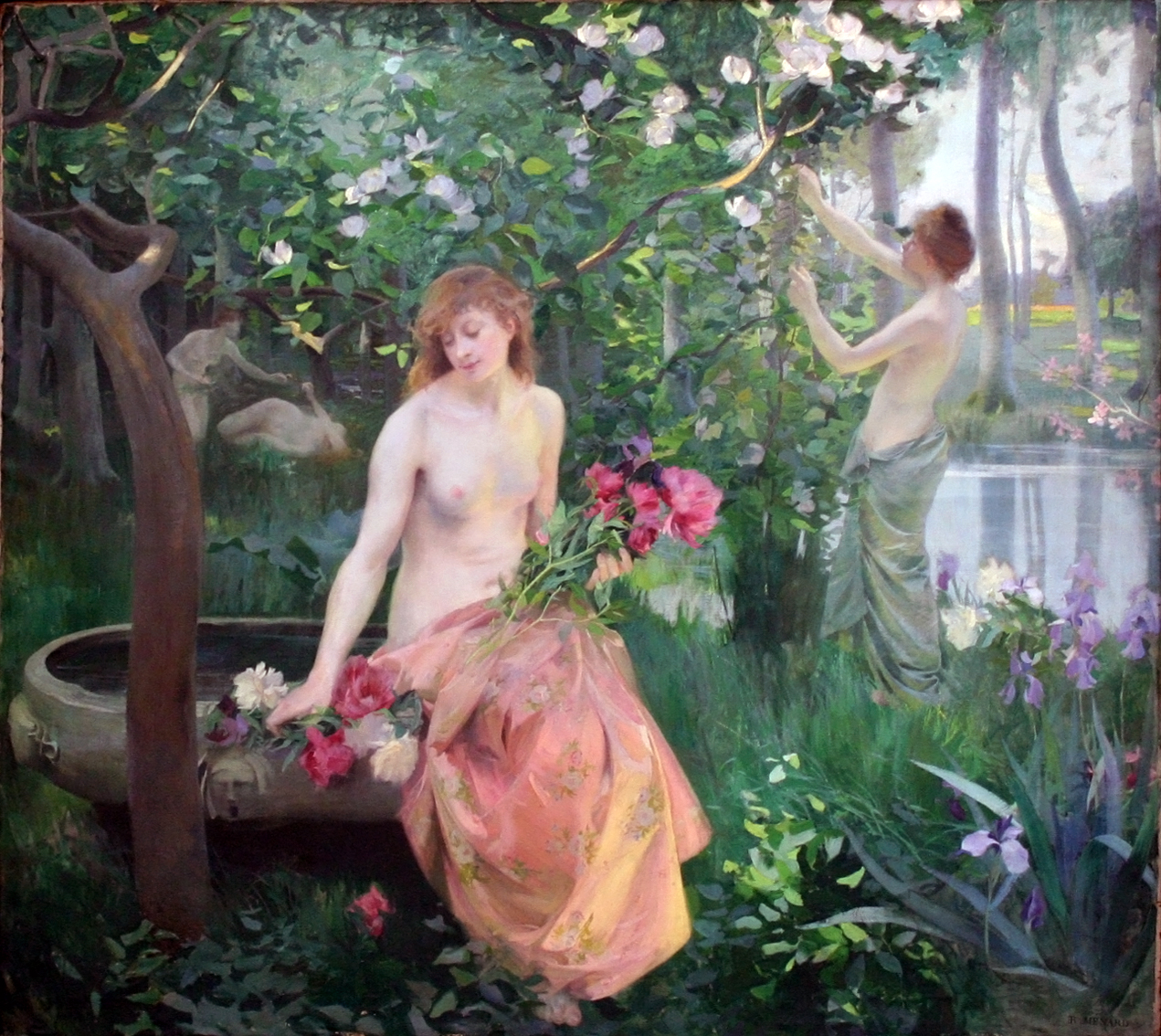
Весна
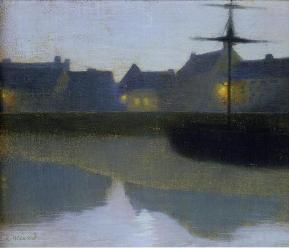
Сумерки на канале
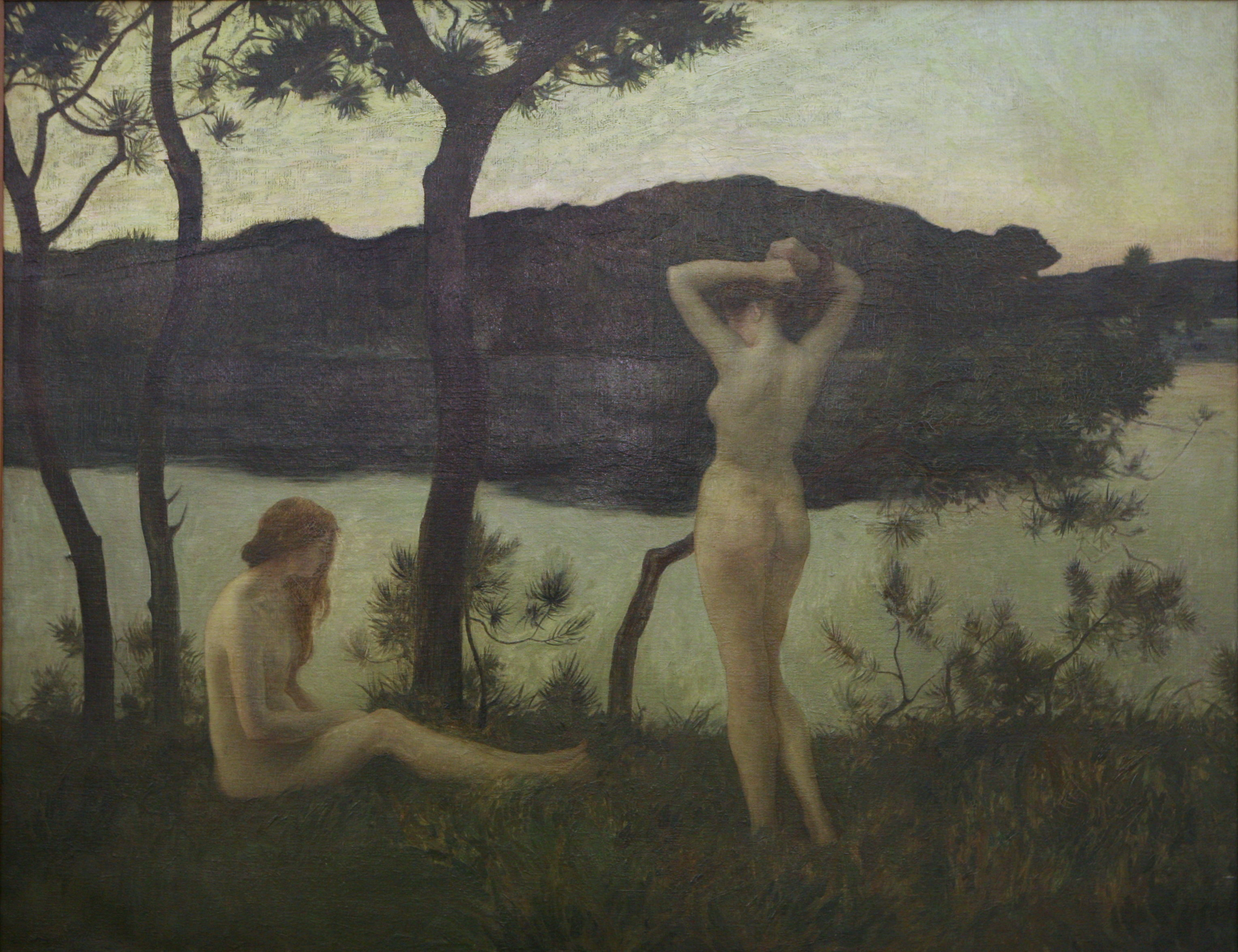
Наяды
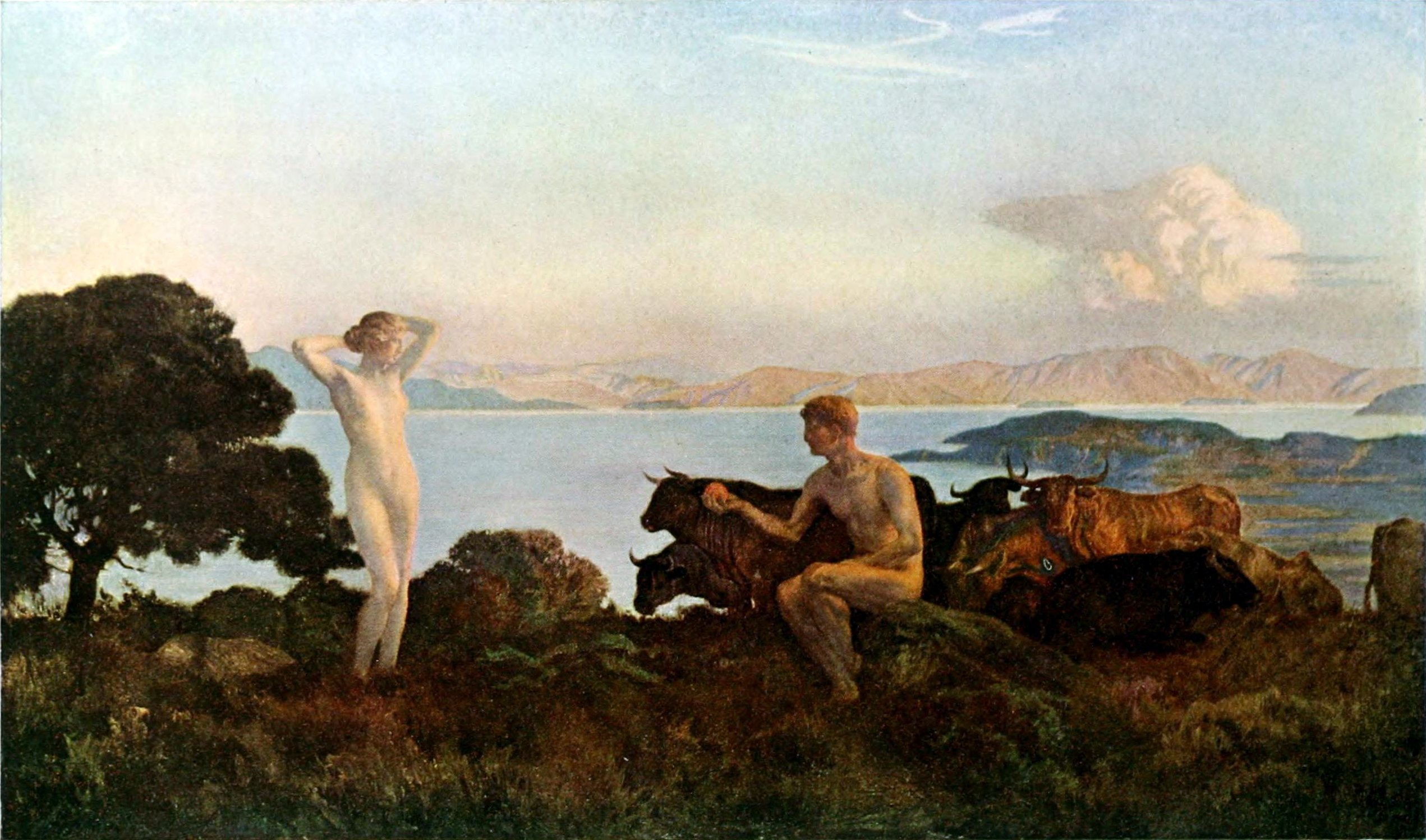
Суд Париса
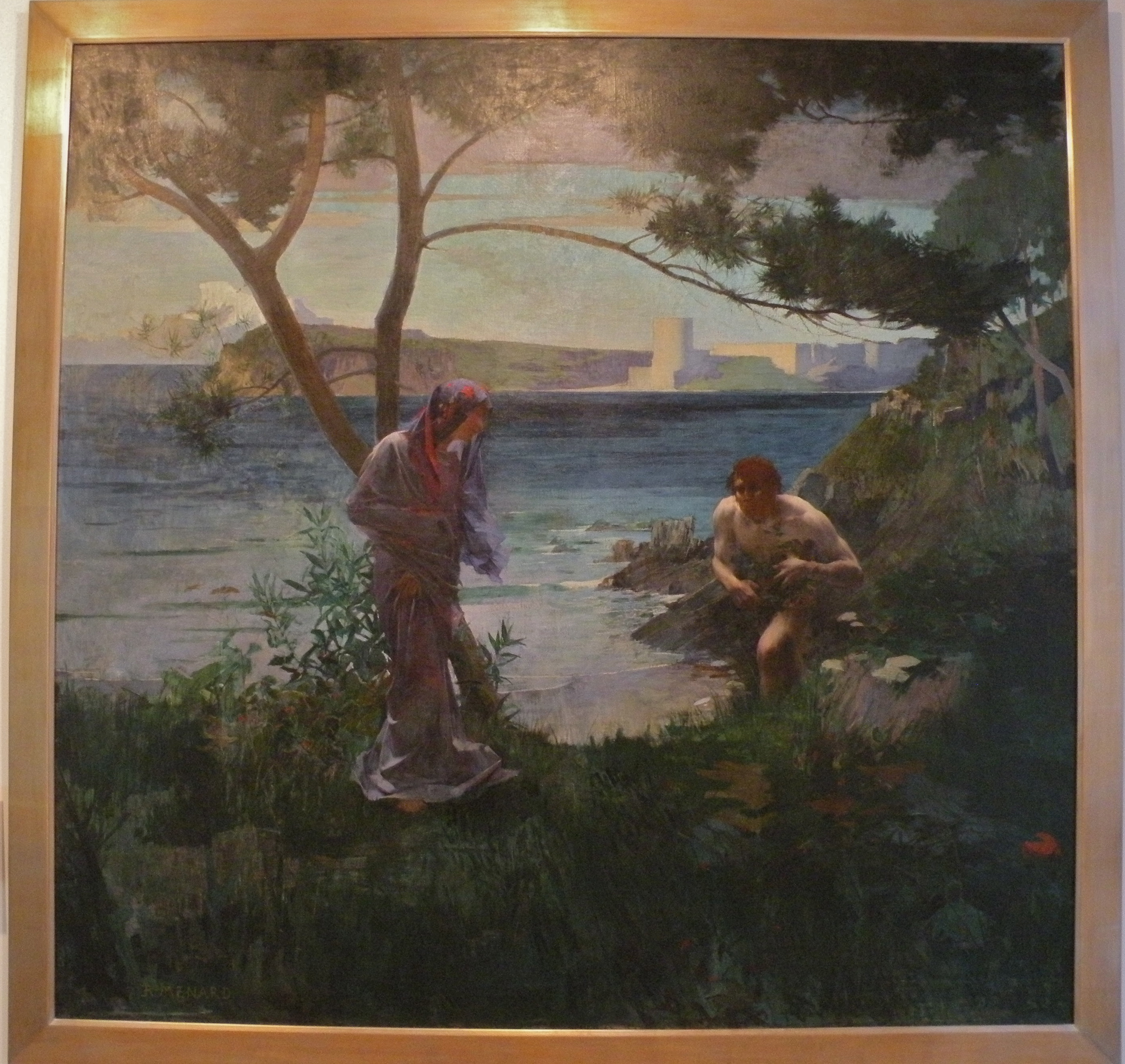
Навсикая